# Letališče Užice-Ponikve
Letališče Užice-Ponikve (srbska cirilica Аеродром Ужице-Поникве, latinica Aerodrom Užice-Ponikve) je letališče v Srbiji, ki primarno oskrbuje Užice in Zlatibor. Nahaja se 12 km severno od mesta Užice, nedaleč od meje z Bosno in Hercegovino. Znano je tudi pod imenom Lepa glava. Do leta 2006 je to bilo vojaško letališče.

## Zgodovina
Letališče Ponikve je bilo zgrajeno v obdobju med leti 1979 in 1983, vendar vse do leta 1992 ni bilo v uporabi. Po štirih letih uporabe je letališče dobilo tudi civilni namen uporabe in tedanja letalska družba JAT je uvedla z letali ATR 72 linijo Beograd-Užice-Tivat. Del Motela Kadinjača je bil preurejen za potrebe letališkega terminala. Potnike so do in od terminala v dolžini 4,5 km prevažali z avtobusi. Leta 1998 so prenehali z letalskimi operacijami na letališču zaradi drastičnega osipa števila potnikov. V času bombnih napadov NATO pakta leta 1999 je bilo letališče močno poškodovano, a je bilo obnovljeno za potrebe turističnega gospodarstva, saj ima idealno lego v bližini številnih turističnih in planinskih destinacij, kot so planina Zlatibor, Mokra gora, planine Tare. Posebej priljubljena turistična točka je ozkotirna železnica Šarganska osmica s svojimi zavoji v obliki osmic ter Drvengrad, etno naselje, ki ga je postavil filmski režiser Emir Kusturica. Konec leta 2007 je Ministrstvo za obrambo Republike Srbije objavlo namero, da proda letališče.

## Obnova letališča
Beograjsko letališče Nikola Tesla je investiralo 3,5 mio srbskih dinarjev v popolno obnovo steze letališča Ponikve. Prav tako se je zavezalo, da bo v najkrajšem času dalo finančno in strateško pomoč z namero, da se ustvarijo pogoji za civilno letalstvo v zahodni Srbiji. Dolžina letališke steze (3200 m, prvotna dolžina je bila 3400 m) omogoča pristajanje tudi največjih letal, kar naj bi omogočilo ustvarjanje kargo centra. Nizek zračen pritisk na visoki nadmorski višini letališča povzroča večje vzletno-pristajalne sile, kar zahteva daljšo letališko stezo. Dolžina letališke steze letališča je druga najdaljša v Srbiji in ena najdaljših na Balkanskem polotoku. Vlada Srbije je obnovo letališča podprla z 2,5 mio €, kar pa je daleč premalo od potrebnih 19 mio € za popolno obnovo letališča. V obnovo letališča je vključena tudi lokalna oblast mesta Užice. EU je investirala 124.000 €. Danes je letališče odprto in primerno za čarterske lete in lete nizkocenovnih letalskih družb z letali kapacitete do 130 potnikov, po dokončni ureditvi steze v celotni dolžini 3400 m in v širini 45 m, pa bo dovoljevala tudi pristajanje in vzletanje tovornih letal tipa B747 cargo., Nova letališka zgradba je bila zgrajena leta 2016.

## Odprtje letališča (2013)
Letališče je bilo ponovno odprto za promet 5. oktobra 2013 s priložnostnim letalskim aeromitingom. V programu so sodelovala letala in helikopterji Vojske Srbije. Sodelovali so tudi padalci, ki so demonstrirali skoke iz letala Antonov 2.

## Prvi mednarodni let
Na letališču Užice Ponikve so prvi mednarodni let komercialni let zabeležili 21. oktobra 2013, ko je na letališču pristalo letalo Cessna Citation CJ3 s petimi potniki in dvema članoma posadke na letu iz Bruslja. Letalo je istega dne ndaljevalo let v Solun.

## Projekt RAIRDev
Letališče sodeluje v projektu RAIRDev. RAIRDev je angleška kratica, ki pomeni "Regional Airports Interaction for Regional Development" (v prevodu Regionalna povezanost letališč z namenom regionalnega razvoja) in predstavlja združenje za sodelovanje regionalnimi letališči. V združenju sodeluje še 7 drugih letališč iz Grčije, Madžarske, Slovaške, Poljske, Italije, Ukrajine in Nemčije. Cilj združenja je ojačevanje čimboljšega povezovanja in hkratnega ekološko sprejemljivega regionalnega razvoja, ki temelji na prilagodljivosti letalskega prometa.